# 加濟布爾沙達爾烏帕齊拉
加濟布爾沙達爾乌帕齐拉是孟加拉国加濟布爾縣的一个乌帕齐拉，位於達卡专区的加濟布爾縣。。

## 人口
據1991年孟加拉國人口普查，加濟布爾沙達爾共有戶數116,163戶，人口588492人。其中男性佔比53.83%，女性佔比46.17%；成年人口322,434人。該地7歲以上人口之平均識字率為43.8%。